# Aina Maria Aguiló Garcías
Aina Maria Aguiló Garcías   (Palma, 10 de gener de 1971) és una política mallorquina, diputada al parlament de les Illes Balears en la VIII legislatura.
Diplomada en magisteri en la Universitat de les Illes Balears, estudia dret a la Universitat Oberta de Catalunya. Des de 1994 exerceix la docència i en 2003 fou nomenada assessora tècnica de la Conselleria d'Educació, Cultura i Universitat del Govern de les Illes Balears. Des de 2007 presideix el sindicat de mestres ANPE.
Fou elegida diputada a les eleccions al Parlament de les Illes Balears de 2011 pel Partit Popular. De 2011 a 2015 formà part de la Comissió de Cultura, Educació i Esports del Parlament.
Tot i que manifesta que la seva llengua és el català, és considerada un ariet contra la "dictadura catalanista". També és força activa a twitter on ha acusat als professors de fer política a les aules i ha fet afirmacions com que "el català no existia en l'època de Ramon Llull". També forma part de la Comissió de Gramàtica nomenada d'entre els membres de l'Acadèmi de sa Llengo Baléà, que defensa l'existència del baléà com a llengua pròpia diferenciada del català, i redactora de la gramàtica de la llengo baléà.